# Dan Rooney
Daniel Milton Rooney (Pittsburgh, Pensilvania; 20 de julio de 1932-ibídem, 13 de abril de 2017) fue propietario y presidente del equipo de fútbol americano Pittsburgh Steelers de  la NFL y embajador de Estados Unidos en Irlanda durante el primer periodo de la presidencia de Barack Obama.
Hijo del dueño anterior de los Steelers, Art Rooney,familiar de la familia de Thomas Wayne Rooney Dan fue elegido para el Salón de la Fama de la NFL en el 2000. También se le acredita el cumplir con la regla Rooney, que consiste en que para las vacantes del equipo y para el personal de entrenadores al menos se entreviste a un candidato de las minorías raciales. En la organización, lo designaron como presidente del equipo en 1975.
Durante su presidencia, creó estilo con la filosofía en ejecución y una gerencia que acentúa la apertura, lo práctico y lo eficiente. Como resultado, a partir de 1972, los Steelers han sido campeones de la entonces división Central de la AFC y la actual División Norte de la AFC en 20 ocasiones, ocho veces campeones de la AFC y ganado seis Super Bowls.
Durante la campaña presidencial estadounidense de 2008, Rooney, un republicano de toda la vida, públicamente apoyó al candidato demócrata, Barack Obama obsequiándole un jersey (camiseta, playera, remera) personalizada de los Pittsburgh Steelers en un mitin de campaña. Esto enardeció a muchos aficionados de los Steelers quienes inundaron con cartas las oficinas del Pittsburgh Tribune Review el 31 de octubre de 2008. Muchos de esos aficionados escribieron que la política no tiene cabida en el mundo deportivo. Otros dijeron que Rooney debía comprender que los Pittsburgh Steelers representan a toda la ciudad de Pittsburgh, no sólo sus creencias personales. Mientras que otros afirmaron que Rooney no debería apoyar a ningún candidato, porque en el pasado ayudó a forzar aumentos de impuestos a los contribuyentes de la ciudad para pagar el Heinz Field, un anfiteatro y un futuro servicio de trenes subterráneos.